# えっくす☆きゅーと
えっくす☆きゅーととは、アゾンインターナショナルから販売されているオリジナルキャラクタードールのブランド名、ならびにキャラクター達が構成するユニット名。同社開発のピュアニーモ素体とヘッドを使用している。漫画的デフォルメを施されたデザインが特徴。

## 概要
最初のプロトモデルは2005年1月のドールショウ13.5で公開され、同年12月に1stシリーズが発売された。
素体にピュアニーモ（25cm/ノーマル・アドバンス・23cm/Sサイズフレクション）ボディを使用し、1st、2ndの素体はピュアニーモノーマルAタイプ、3rd～5thはアドバンスAタイプ、6th以降はフレクションタイプ(Sボディ･23cm)を使用し、4thでは違うタイプの素体(CかD)、5thではハンドパーツセットを同梱している。
ヘッドはころんからみうまではちびすけマシーンが造形を担当したオリジナルヘッド(DOLL EDIT HEAD-05 白肌/AZ-27/01)を使用、ひめのとちさはアゾンオリジナルヘッド（AZ-25/01）を使用。
キャラクター(マスク)デザインは思いあたるが担当。

## えっくす☆きゅーと
1st発売時点での登場順に記載。名前の後の括弧内は漢字表記。メンバー全員が中学一年生という設定になっている。
ころん(心音)
初登場は2005年12月（あいかと同時発売）。
◎誕生日：4月3日　◎血液型：O型　◎好きなもの：ラーメン、カレー
◎特技：水泳（潜水・プールや銭湯などで潜る癖がある）、ものまね　◎将来の夢：アイドル歌手（でもお笑いもいいかも）
◎家族：父、母、(三歳年上の)兄
ユニットのリーダーでムードメーカー担当。元気で明るく行動派だが、いたずら好きでたまにおっちょこちょいな一面も。
クマの着ぐるみを持っていて、他人に見せびらかして驚かせたり、励ましたりすることもある。
歌は童謡が得意で、流行もの(J-POPとか)は苦手。
イメージブランドはスノッティー・キャットで、2008年1月のドールショウで4thのバージョン違いが発売されている。
あいか(藍華)
初登場は2005年12月（ころんと同時発売)。
◎誕生日：10月1日　◎血液型：B型　◎好きなもの：ビターチョコ、カマンベールチーズ、おしゃれをする事
◎特技：タロット占い、カラオケ　◎将来の夢：デザイナーかミュージシャン(そのために現在ギター練習中)
メンバー一の真面目な常識人で、面倒見がよく唯一の突っ込み担当。そのためころんにからかわれているが彼女とは良いコンビである。
おしゃれが大好きで、流行を追うより個性的な大人っぽいものを好む。
イメージブランドはウィケッド・スタイルで、2006年4月のドールショウで1stのバージョン違い("+(プラス)バージョン")が発売、2008年9月のドールショウで5thのバージョン違いが発売。
ちいか(小花)
初登場は2006年1月。
◎誕生日：5月4日　◎血液型：不明　◎好きなもの：お姉ちゃんが作るアップルパイ、夜寝る前に飲むホットミルク
◎特技：プリンを作ること、剣道　◎将来の夢：絵本作家　◎家族：父、母、姉、妹
メンバーの中で一番の物知りで、他のメンバーから頼りにされている。特技は剣道で、年が離れた姉が経営しているカフェ『アルプス亭』で時々お手伝いをしている。
お菓子作りに挑戦しているが、プリンしか上手に作れない。
妹（ちさ･後述のふぁみりー参照）はやんちゃで、彼女と性格が似ているころんと仲が良いので、ちいかがたまにころんを妹の名前で間違えて呼んでしまう事も。
イメージブランドはロマンティック・ガーリーで、2009年4月26日のドールショウ25で6thのバージョン違い限定版が発売。
6人中彼女だけフェイスプリントのリップがオープンマウスになっているが、2010年5月にリリースされた7thのみ、にっこりリップ（閉じ口）になっている。
リアン(里杏)
初登場は2006年3月。
◎誕生日：2月6日　◎血液型：AB型　◎好きなもの：チョコブラウニー、キャラメルポップコーン、ざるそば
◎特技：サーフィン、囲碁　◎将来の夢：モデル
父親が日本人で母親がフランス人(トップモデル)のハーフ。文武両道タイプでクールで大人しく口数が少なめだが、心根は優しい。グループ内では他メンバーを落ち着かせる役回り。
好きな食べ物のざるそばと特技の囲碁はいずれも父親の影響で、囲碁の腕前はかなりのもの。名前の由来はフランス語で「絆」の意味。猫と犬が苦手（子犬はセーフ）で、撫でられることが出来るように練習中。
イメージブランドはエンジェリック・サイで、2007年10月のドールショウで4thのバージョン違いが発売されている。
みう(美海)
初登場は2006年4月。
◎誕生日：2月22日　◎血液型：A型　◎好きなもの：アイスクリーム、かわいい生き物全般
◎特技：どこでも眠れること、三味線　◎将来の夢：お医者さん(獣医)、絵本に出てくるようなお姫様　◎家族：父、母、姉2人
おっとりとしていて優しいが、少し世間知らずなとこもある、天然ボケでマイペースなキャラ。動物(とくに猫)が好きで飼育係担当。ときどき学校にカエルのぴょん太さんを持ってくることも。
自宅は純和風の大きなお屋敷で、敷地内でころんが迷子になったことがある。姉が二人いて（そのうちの一人がみあ→後述のふぁみりー参照）、みうと同じくおっとりした性格。
イメージブランドはブルーバーズ・ソング。
ひめの(姫乃)
初登場は2008年4月。
◎誕生日：7月29日　◎血液型：A型　◎好きなもの：すあま、ちらし寿司、天体観測(祖父の形見の天体望遠鏡で)
◎特技：柔道、珠算　◎将来の夢：星に関わる職業で、天文学者か宇宙飛行士　◎家族：父、母、祖母、兄、弟、犬(じょーたろ）
ころんたちのクラスに転校生としてやってくる。素直で優しく、周りに気を使うタイプだが、時々頑固な一面も。
関西出身(大阪生まれ→神戸育ち)で、興奮すると口調が大阪弁になってしまう(自己紹介の挨拶の時に大阪弁が入りそうになった)。兄の影響で柔道を習っている。
イメージブランドはファニー・ファニー。
1stバージョンは『Welcome to EX☆CUTE!』として2008年4月発売、同年4月6日に髪型・髪色違いのドールショウ22限定バージョンが先行リリース、同年6月と9月に衣装の仕様違い(ネクタイ→リボンタイ、シャツの色が白→ピンクに変更)としてver1.1がリリース。
なお、アゾン秋葉原ダイレクトストア限定(商品規定額購入者対象)でのバージョン違いもあり。
ライリ（Raili）
初登場は2011年4月。
◎誕生日：12月18日　◎血液型：A型　◎好きなもの：日本のまんが、サイクリング、シチュー、鯛焼き
◎特技：アイススケート　◎将来の夢：お医者さん　◎家族：父・母・姉・弟
フィンランド生まれでころんたちのクラスに語学留学生として転校し、ころんの勧誘でえっくす☆きゅーとのメンバーになる。日本の文化に興味あり。
1stバージョンは母国の学生服を着用（2011年4月発売）、ボディはピュアニーモフレクションM/Sバストを使用。

## えっくす☆きゅーと ふぁみりー
ちさ(小桜)
初登場は2008年6月。誕生日は4月26日。
「ちいか」の妹で小学生。ころんと仲良しで二人で交換日記をしている。
1stバージョンは『My First Diary』として2008年6月発売、素体はオビツ21cm女の子タイプを使用。髪型がストレートヘアバージョンのアゾン直販限定がある。
2ndバージョンはころんのブランド『スノッティー・キャット』のアウトフィットを着用、2008年12月に発売。また、レーベルショップ秋葉原一周年記念モデルとして髪型・髪色を変更した別バージョンが2009年8月8日に発売されている。
3rdバージョンは『Secret Little Wonderland』として2010年1月発売(詳細は「コンセプトテーマ」を参照)。
4thバージョンは『ちさの冬休み』として『スノッティー・キャットmini』のアウトフィットを着用、2010年12月発売。これ以降のシリーズでは素体を「ピュアニーモフレクションXS」へ変更される。
あおと(藍斗)
初登場は2009年4月。誕生日は9月21日。血液型B型
◎好きなもの:お寿司（特にいくら）、ハンバーグ
◎特技:ピアノ、スケボー　◎将来の夢:レスキュー隊員　◎家族:父・母・姉（あいか）
「あいか」の弟で小学生、バスケが得意な男の子。あいかとはよく喧嘩をするが全くかなわない。
1stバージョンは『藍斗(あおと)/Hello! Naughty Boy!』として2009年4月発売、素体はオビツ21cm男の子タイプを使用。
2ndバージョンは『Aoto／Sk8er Boy！』として『13★(ThirteenStars)』のアウトフィットを着用、スケボー付きで2009年10月発売。またハロウィン特別仕様の衣装をプラスし髪型・髪色を変更した『Aoto/Halloween(Blonde ver.)』『Aoto/Halloween(Aqua Green ver.)』として2010年10月23日に発売。
3rdバージョンは『Secret Little Wonderland』として2010年3月発売(詳細は「コンセプトテーマ」を参照)。
4thバージョンは『少年探偵団/あおと』として2011年2月発売（アゾネット限定受注版ver1.1が2011年7月発売）、これ以降のシリーズでは素体を「ピュアニーモフレクションXS 男の子ボディ」へ変更される。
ニナ
初登場は2009年9月。誕生日は1月2日
ちさの友人(同級生)。
1stバージョンは『Nina/Graceful Girl』として2009年9月発売、素体はオビツ21cm女の子タイプを使用。
2ndバージョンは『Secret Little Wonderland』として2010年2月発売(詳細は「コンセプトテーマ」を参照)。
3rdバージョンは『ニナの夏休み』として2010年8月発売。これ以降のシリーズでは素体を「ピュアニーモフレクションXS」へ変更される。
せら(世良)
初登場は2010年11月。誕生日は8月14日 血液型B型
◎好きなもの：いちごのクレープ、ショッピング
◎苦手なもの：カエル（みうのぴょん太さんを見て驚いた事がある）
◎特技：茶道、料理　◎将来の夢：弁護士　◎家族：父・母・妹・双子の弟
えっくす☆きゅーのメンバーと同じクラスの委員長。普段は三つ網おさげで眼鏡をかけている。
1stバージョンは『委員長/せら』として2009年11月発売、素体はピュアニーモフレクションSボディを使用。また、髪型を変更した『レーベルショップ大阪店 1st Anniv. 限定モデル』が2010年2月5日に発売されている。
2ndバージョンは『Secret Wonderland』として2010年6月発売(詳細は「コンセプトテーマ」を参照)。
3rdバージョンは『SERA/Happy holidays』として2010年12月発売。
2012年4月にリリースされた魔女っ子シリーズでは、フェイスプリントがにっこりリップ（閉じ口）になっている。
みあ(美亜)
初登場は2010年11月。
◎誕生日：3月14日　◎血液型：O型　◎好きなもの：抹茶パフェ、手芸、妹のみう　◎特技：茶道、マラソン　◎家族:父・母・姉（みお）、妹（みう）
「みう」の姉、「みお」の妹でおしとやか且つおっとりとした性格。高校では放送部の部員で校内アナウンスを担当し、将来はアナウンサーか声優を目指している。
1stバージョンは『みあの放課後』として2010年11月発売、素体はピュアニーモフレクションMボディMバストを使用。
2ndバージョンは『みあの日曜日』として2011年春発売。
3rdバージョンは『みあの冬休み』として2013年1月20日発売、これ以降のシリーズでは素体を「ピュアニーモフレクションMボディMバスト（フル可動）」へ変更される。
ゆうた（優太）
初登場は2011年2月。
◎誕生日：1月16日　◎血液型：O型　◎好きなもの：電車、飛行機、カレー、グラタン、たこ焼き
◎特技：折り紙を折ること、お絵描き、電車・飛行機に詳しいこと　◎将来の夢：宇宙飛行士か電車の車掌さん　◎家族：父・母・祖母・兄・姉（ひめの）・犬のじょーたろ
「ひめの」の弟で優しい性格で人懐っこいがちょっと泣き虫、ひめのから星座を教えてもらっている。
1stバージョンは『少年探偵団/ゆうた』として2011年2月発売（アゾネット限定受注版ver1.1が2011年7月発売）、素体はピュアニーモフレクションXS 男の子ボディを使用。
みなみ先生
初登場は2012年7月。
1stバージョンは2012年7月発売、素体はピュアニーモフレクションMボディMバストを使用。
2ndバージョンは『みなみ先生Ⅱ』として2013年6月発売。みあ同様素体をフル可動タイプへ変更。
◎誕生日：6月29日　◎血液型：O型　◎好きなもの：ラーメン、くまのぬいぐるみ集め、ショッピング ◎家族:父・母・妹
性格はおっちょこちょいなドジっ子属性持ち（ただし本人はしっかり者だと勘違いしている）、明るく真面目な平和主義者。
みお(美緒)
初登場は2014年5月。
◎誕生日：9月2日　◎血液型：O型　◎好きなもの：写真（鑑賞だけでなくフォトコンテストで投稿するほどの腕前で将来個展を開きたいとの事）、旅行、どら焼き、おはぎのあんこ（こしあん派）、妹たち　◎家族:父・母・妹二人（みあ/みう）
「みう」、「みあ」の姉で、妹二人よりもさらにおっとりとした性格(天然が入ってる疑惑あり)で、極度の猫舌。特技は華道で、高校では成績優秀かつ写真部の部長。
1stバージョンは『みおの休日』としてドールショウ40限定版を2014年5月5日に先行販売、通常版は同月下旬に販売。素体はピュアニーモフレクションMボディLLバスト(フル稼働)を使用。
わかば(若葉)
初登場は2016年10月。
◎誕生日：9月2日　◎血液型：O型　◎好きなもの：ベーグル・山登り・サボテン　◎家族:父・母・弟
ひめのの従姉（よく姉妹に間違われる）で、みあのクラスメイト。前向きかつ好奇心旺盛で、天然キャラのみあに対しては突っ込み役。自然が大好きで将来の夢はネイチャーガイド。
1stバージョンは『わかば/Lovely leaf』で2016年10月にリリース。素体はピュアニーモフレクションMボディ(フル稼働)を使用。
ふうか(楓花)
初登場は2016年12月。
◎誕生日：10月9日　◎血液型：AB型　◎好きなもの：クリームあんみつ、焼きとうもろこし、ミュージカル鑑賞　◎家族:父・母・妹
みおのクラスメイトで夢見がちな性格。特技はお菓子作りで将来の夢はパティシエールになること。時々みおの家に行って二人でお菓子作り(＆完成品を写真撮影)をすることも。
1stバージョンは2016年12月にリリース。素体はピュアニーモフレクションMボディLLバスト(フル稼働)を使用。

## コンセプトテーマ
シリーズごとにコンセプトテーマがあり、1stと4th、7th、12thは各メンバーのイメージブランドのアウトフィットを着用、7thは前シリーズまで変更の無かった表情及びチークを変更、12thは素体をピュアニーモ2エモーションに移行。2ndテーマはキャラクターのイメージにあわせたウェイトレスユニフォーム、3rdは童話に出てくるお姫様の衣装をアレンジ、11thはふぁみりーキャラも加入して人形作家とのコラボとして童話と児童文学をモチーフにアレンジした衣装を着用している。
なお、10thは発売10周年記念として、過去にリリースされた中から人気があったものを再発売した。
2ndテーマ(ウェイトレス)
※発売順に紹介
- ころん(ハッピー・ハニー・マーマレード)フリルつき白×オレンジチェックのウェイトレス
- ちいか(大正ロマンカフェ)　袴装束+エプロン
- リアン(ポップン・ローラーガール)　アメリカのダイナー風ユニフォーム
- みう(クラシック・ガール)　19世紀のヨーロピアンアンティーク風のメイドドレス
- あいか(チョコホリック・ナイトメア) ※衣装が白のAmazon.co.jp限定ブルーベリーホリック・ナイトメア(髪色が紫)、ストロベリーホリック・ナイトメア(髪色がピンク)があり

3rdテーマ(童話のお姫様)
※発売順に紹介・備考欄に詳細出典等記載
- ころん『12時までには帰らなきゃ！』※シンデレラ
- リアン『毒りんごに気をつけろ！』※白雪姫のアレンジで衣装の色は黒
- ちいか『ツバメに乗って』※おやゆび姫　→10周年記念(10th)でノーマルフェイス/にっこりリップverの2バージョンで販売
- みう『満月の夜に』※かぐや姫
- あいか『恋スル人魚の大作戦！』※人魚姫

Amazon限定『アンティークスウィートメモリー』
Amazon.co.jpおよびアゾン直販限定で2008年7月発売。
みうとちいかがみうの家の古い蔵から、文化人形が入った木箱を見つけ、懐かしい思い出に浸るというコンセプトで、二人が文化人形をモチーフとした衣装を着用。
- みう『Cotton Candy(コットンキャンディ)』イメージカラーは白/ピンク
- ちいか『Sugar Cherry(シュガーチェリー)』イメージカラーは赤

5thテーマ(『SWEET PUNK GIRLS!』)
このシリーズではメンバー6人が学園祭でバンドを組むことになり、ライブ当日にガーリーパンク風のステージ衣装を着て参加する。ここでメンバーはえっくす☆きゅーとをバンド名として命名。ちなみに真ん中の『☆』(星)マークはひめのがつけた。
各キャラクターにハンドパーツセットが同梱。
※発売順に紹介・備考欄に詳細出典(担当パート)等記載
- あいか（ギター）通常版とドールショウ23限定版が2008年9月発売
- リアン（ギター）2008年10月発売
- みう（ベース）通常版が2008年11月発売、アゾンレーベルショップ大阪限定版が2009年2月下旬発売予定
- ちいか（キーボード）2008年12月発売
- ひめの（ドラム）通常版が2008年12月下旬発売、ドールショウ24限定ver（プラチナブロンド）が2009年1月18日発売、秋葉原レーベルショップ開店一周年記念限定版（金髪・銀髪）が2009年7月発売予定。
- ころん（ボーカル）が2009年1月下旬発売。→10周年記念(10th)でノーマルフェイス/ムニュ口verの2バージョンで再発売

6thテーマ(『Secret Wonderland』)
コンセプトテーマはゴシック＆ロリータで、使用素体にフレクションタイプを採用。
※発売順に紹介・備考欄に詳細等記載
- ちいか　通常版が2009年5月中旬、ドールショウ25限定版が2009年4月26日発売。
- リアン　2009年6月中旬発売
- ころん　2009年7月中旬発売
- あいか　2009年8月下旬発売
- ひめの　2009年9月発売
- みう　　2009年10月下旬発売。アイカラー・髪色・衣装カラーを変更したドールショウ26限定版が2009年11月発売。

Amazon限定『Classic／Black Alice』
コンセプトテーマは不思議の国のアリス。対照的な2人の「アリス」が登場。
- ころん『Classic Alice Koron』2009年11月発売
- リアン『Black Alice Lien』2009年11月発売

6th派生テーマ(『Secret Little Wonderland』)
えっくす☆きゅーと ふぁみりー用に展開されたテーマ。コンセプトはえっくす☆きゅーとのものと同様。
- ちさ　　2010年1月発売
- ニナ　　2010年2月発売
- あおと　2010年3月発売
- せら　　2010年6月発売

Amazon限定『Classic Aliceシリーズ』
コンセプトテーマは不思議の国のアリス。アリスを迎え、導く2人が登場。
- ひめの『Classic Alice Tick Tock Rabbit HIMENO』2011年1月発売　→10周年記念(10th)でノーマルフェイス/はにかみ口verの2バージョンで再発売
- あいか『Classic Alice Chershire cat AIKA』2011年1月発売

8thテーマ(『Majokko（魔女っ子）』)
えっくす☆きゅーとのメンバー7名とふぁみりーのせら・みあの計9名がアナザーワールド（魔法世界）に存在しているというコンセプトでリリース。全てのキャラでver違い（1.1ないしダイレクトストア限定）あり。
- リアン　『Littlewitch of moon』(月)
- ひめの　『Littlewitch of starlight』（星）
- あいか　『Littlewitch of frame』(火)
- ころん　『Littlewitch of wind』(風)
- みう 　『Littlewitch of water』(水)
- ちいか『Littlewitch of heart』(心)
- ライリ『Littlewitch of snow』(雪)
- みあ『Littlewitch of note』(音)
- せら『Littlewitch of wisdom』(本)

9thテーマ（『こもれび森のどうぶつたち』）
森に住む動物たちをモチーフにしたシリーズで通常メンバー7名と、ファミリーのみあの計8名をリリース。
- みう『うさぎさん』
- ひめの『おおかみさん』
- ちいか『りすさん』（通常版/にっこりリップverと、2013年5月ドールショウ37限定版/ノーマルフェイスの2種）
- あいか『ねこさん』（通常版/ぽよ口ver、アゾンダイレクトストア限定版/ノーマルフェイス、クラシカルロリータ(ぽよ口)ver/ボルドードレス･ブラックドレスの計4種）
- リアン『ぎんぎつねさん』
- ライリ『バンビさん』
- ころん『くまさん』(アゾンダイレクトストア先行限定版/ノーマルフェイスver、通常版/むにゅ口verの2種)
- みあ『春うさぎさん』（通常版とアゾンダイレクトストア限定版の2種）

あおと＆ゆうたコンビシリーズ
ふぁみりーメンバーのあおととゆうたがコンビ(セット)で発売。
- 『少年探偵団シリーズ』2011年2月にPart1(後日ver1.1で再発売)、2015年5月にPart2がリリース(2016年10月にペットワークスとのコラボイベ限定コーディネイトドールverで少数再発売)。
- 『冬のギムナジウム―あの冬を僕らは忘れない―』欧風の男子学生服姿で2011年11月にリリース。
- 『月夜の魔法少年』2012年11月にリリース。
- 『Alice'sTeaParty「3月のお茶会」-僕らのお茶会へようこそ-』あおとが帽子屋、ゆうたが時計うさぎの衣装で2014年2月にリリース。

ちさ＆ニナコンビシリーズ
ふぁみりーメンバーのちさとニナがコンビ(セット)で発売。
- 『ひみつの花園―ここはふたりだけのひみつの花園―』ワンピース＆エプロンつきの衣装で2012年7月にリリース。